# Panula tetragona
Panula tetragona là một loài bướm đêm trong họ Erebidae.